# Diaphus sagamiensis
Diaphus sagamiensis är en fiskart som beskrevs av Gilbert, 1913. Diaphus sagamiensis ingår i släktet Diaphus och familjen prickfiskar. Inga underarter finns listade i Catalogue of Life.